# Łukasz Ryliński
Łukasz Ryliński (ur. 15 maja 1980) – polski piłkarz ręczny, występujący na pozycji skrzydłowego.

## Życiorys
Występował w Olimpii Piekary Śląskie. W barwach tego klubu zadebiutował w ekstraklasie 9 października 1999 roku w przegranym 20:36 spotkaniu z Wybrzeżem Gdańsk. W Olimpii występował do 2001 roku, rozgrywając w jej barwach 45 spotkań w ekstraklasie i zdobywając 52 bramki. W sezonie 2001/2002 występował w Virecie Zawiercie. W 2002 roku opuścił klub.